# Abscondita
Abscondita (лат.) — род жуков-светлячков из подсемейства Luciolinae (Lampyridae).

## Распространение
Юго-Восточная Азия.

## Описание
Жуки-светлячки мелкого размера (менее 1 см). Основная окраска желтовато-коричневая, с чёрными вершинами надкрылий; задние края V7 у самцов широко округлые; самки имеют короткие крючковидные пластинки бурса, личинки наземные с плотными внешними пластинками и обычно сходные с личинками представителей рода Sclerotia. Abscondita принадлежит к группе из 18 родов подсемейства Luciolinae (включая Atyphella Olliff) у которых самцы имеют эдеагальную LL заметно позади ML; отличает их от всех прочих Luciolinae признак строения эдеагуса, у которого сильно склеротизированная LL слитая вдоль почти всей срединной дорзальной длины, с очень короткими мембранеозными выступами на внешних углах.

## Таксономия
Около 10 видов. Впервые был выделен в 2013 году. Включают в состав подсемейства Luciolinae (Lampyridae), где наиболее близок к роду Pygoluciola Wittmer
- Abscondita anceyi (Olivier, 1883)
- Abscondita berembun Nada, 2019
- Abscondita cerata (Olivier, 1911)
- Abscondita chinensis  (L., 1767) (= Luciola succincta Bourgeois, 1909)
- Abscondita jerangau Nada, 2019
- Abscondita pallescens  (Gorham, 1880) (= Luciola pallescens).
- Abscondita perplexa  (Walker, 1858)
- Abscondita promelaena (Walker, 1858)
- Abscondita terminalis  (Olivier, 1883) (= Luciola terminalis)